# Барикадни брод
Барикадни брод је ратни брод помоћне намјене који служи за полагање барикада и мрежних препрека у воду. Ова врста брода се још зове и мрежополагач.
Уз основну намјену се користи за спасавање и друге задатке. Депласман је најчешће 500-1000 тона. За одбрану има универзалне топове и митраљезе. Поред обичних дизалица на прамцу има простор за складиштење препрека за полагање у воду, и дизалице за полагање истих.
За полагање се могу користити и други помоћни бродови као реморкери, пловеће дизалице и слично.